# Wangels
Wangels – gmina w Niemczech w kraju związkowym Szlezwik-Holsztyn, w powiecie Ostholstein, wchodzi w skład urzędu Oldenburg-Land.
W Grammdorfie znajduje się kamienny grobowiec.